# Carlos Forcelledo
Carlos Forcelledo es un pianista español cuya trayectoria se desarrolla tanto en el ámbito nacional como internacional. Originario de Asturias, comenzó sus estudios musicales a los cuatro años en la academia Tchaikovsky de Gijón y continuó en la Escuela de Música Cinco Villas y el Conservatorio de Luarca. Desde entonces, ha participado en diferentes proyectos y ha sido reconocido en varios concursos de piano.

## Formación y Desarrollo
Carlos Forcelledo inició su formación pianística en su infancia y posteriormente ingresó en instituciones de enseñanza musical donde continuó perfeccionando sus habilidades. Entre estas instituciones destaca la Escuela Superior de Música de Alto Rendimiento (ESMAR), ubicada en L'Eliana Valencia, donde participa en actividades y eventos que contribuyen a su desarrollo profesional, como el IV Maratón Pianístico. En este evento, interpretó piezas de diferentes épocas, cubriendo estilos que van desde el Barroco hasta la música contemporánea.

## Reconocimientos
Forcelledo ha obtenido seis premios internacionales en concursos de piano, un logro significativo en el desarrollo de su carrera profesional. Su participación en estos concursos le ha permitido actuar en escenarios fuera de España y ampliar su experiencia en el ámbito competitivo.
En abril de 2024, ofreció un recital en Cambridge, Reino Unido. Posteriormente, en junio del mismo año, actuó en el Auditorio Príncipe Felipe de Oviedo, donde interpretó un repertorio variado. Estas actuaciones forman parte de su creciente actividad en escenarios tanto nacionales como internacionales.

## Intereses Musicales y Proyecciones
Aunque ha enfocado gran parte de su trayectoria en el repertorio clásico, Forcelledo también ha mostrado interés en explorar otros géneros musicales como el jazz. Ha manifestado su intención de presentarse en escenarios de ciudades como Madrid o Nueva York y continuar con su formación para alcanzar estos objetivos.

## Actividad en Medios y Redes
Carlos Forcelledo mantiene una presencia activa en redes sociales y plataformas digitales. A través de su canal oficial de YouTube, comparte interpretaciones de sus conciertos y recitales, lo que permite que su trabajo sea accesible a un público más amplio. Además, ha participado en programas y entrevistas en medios regionales como RTPA, contribuyendo a la difusión de su actividad artística.

## Perspectivas
Con un enfoque en ampliar su formación y diversificar su repertorio, Forcelledo planea continuar participando en concursos, recitales y proyectos musicales. Su interés por explorar diferentes estilos y escenarios refuerza su intención de consolidar su carrera en el ámbito musical tanto en España como en el extranjero.